# Ciriaco Miguel Vigil
Ciriaco Miguel Vigil (Oviedo, 1819-ibídem, 1903) fue un historiador, arqueólogo, epigrafista y genealogista español del siglo XIX.  

## Biografía
Nacido en la calle Paraíso, cursó estudios de Humanidades y Filosofía y Letras en la Universidad de Oviedo graduándose en 1835. Hizo estudios de Epigrafía, Paleografía y Diplomática y se dedicó al estudio del conocimiento de las antigüedades, llegando a ser una de las mayores autoridades de España en estas materias, lo que no le evitó llevar una vida modesta y retirada. En 1842 se inició como escritor desde el periódico El Nalón fundado por él ese año, obteniendo dos años después el título de revisor y Lector de Letras Antiguas. Colaboró con numerosas revistas, entre ellas, en Museo Español de Antigüedades.
En 1845 se traslada a Madrid para asistir a las enseñanzas de Dibujo y Pintura en la Escuela de San Fernando.
Durante su vida ejerció varios cargos oficiales:
- Miembro de la Junta de Archivos
- Secretario de la Comisión de Sanidad
- Vocal y secretario de la Comisión Provincial de Monumentos Históricos de Oviedo
- Académico de la Real Academia de Bellas Artes de San Fernando
- Académico de la Real Academia de la Historia
- Miembro del Instituto Heráldico-Italiano
- Socio honorario de la Real Academia Heráldico-Genealógica de Pisa (en Italia)

Fue nombrado cronista de Asturias y en la actualidad una calle de Oviedo en el barrio de Buenavista lleva su nombre, aunque la primera que lo llevó fue en la que murió, en 1903 (actual Calle de la Luna de Oviedo).
Entre sus obras destacan las siguientes:
- Asturias monumental, epigráfica y diplomática (1888)[3]
- Cuadro Sinóptico del Personal de Senadores y Diputados a Cortes. Diputados Provinciales y Comisión Permanente. Consejeros y jefes políticos de la Provincia de Oviedo (1885)
- Colección histórico-diplomática del Ayuntamiento de Oviedo (1889)
- Noticias biográfico-genealógicas de Pedro Menéndez de Avilés, primer Adelantado y Conquistador de la Florida (1892)
- Heráldica Asturiana y Catálogo armorial de España (1892)